# Titanoeca
Titanoeca – rodzaj pająków z rodziny podkamieniakowatych.
Pająki te mają karapaks w zarysie prawie prostokątny, o prostym przednim brzegu i płytkich jamkach tułowiowych. W widoku od przodu przednio-środkowa para oczu leży nieco wyżej niż przednio-boczna, a para tylno-środkowa wyraźnie wyżej niż tylno-boczna. Oczy par bocznych są większe niż rozmieszczone na planie szerszego z tyłu trapezu oczy par środkowych. Oczy przednio-środkowej pary są prawie tak duże jak pary tylno-środkowej. Odnóża kroczne mają krótkie trichobotria na nadstopiach, w tym po jednym trichobotrium przedwierzchołkowym. U samic ostatnia para odnóży ma grzebień przędny złożony z 25–30 szczecinek, ciągnący się wzdłuż całej prolateralnej strony nadstopiów. U samca grzebień ten jest słabo rozwinięty. Opistosoma (odwłok) jest krótka, owalna, wyposażona w dwuczęściowe siteczko przędne. Kądziołki przędne przedniej pary są szerokie i spłaszczone, a środkowej – bardzo wąskie.
Takson ten rozprzestrzeniony jest w Europie, palearktycznej Azji, Afryce Północnej i nearktycznej Ameryce Północnej, z pojedynczym gatunkiem znanym z Ekwadoru w krainie neotropikalnej. W Polsce stwierdzono dwa gatunki: podkamieniaka czteroplamkowego i Titanoeca spominima.
Rodzaj ten wprowadzony został w 1870 roku przez Tamerlana Thorella. Dotychczas opisano 28 gatunków:
- Titanoeca altaica Song & Zhou, 1994
- Titanoeca americana Emerton, 1888
- Titanoeca asimilis Song & Zhu, 1985
- Titanoeca brunnea Emerton, 1888
- Titanoeca caucasica Dunin, 1985
- Titanoeca eca Marusik, 1995
- Titanoeca flavicoma L. Koch, 1872
- Titanoeca guayaquilensis Schmidt, 1971
- Titanoeca gyirongensis Hu, 2001
- Titanoeca hispanica Wunderlich, 1995
- Titanoeca incerta (Nosek, 1905)
- Titanoeca lehtineni Fet, 1986
- Titanoeca lianyuanensis Xu, Yin & Bao, 2002
- Titanoeca liaoningensis Zhu, Gao & Guan, 1993
- Titanoeca mae Song, Zhang & Zhu, 2002
- Titanoeca minuta Marusik, 1995
- Titanoeca monticola (Simon, 1870)
- Titanoeca nigrella (Chamberlin, 1919)
- Titanoeca nivalis Simon, 1874
- Titanoeca praefica (Simon, 1870)
- Titanoeca quadriguttata (Hahn, 1833) – podkamieniak czteroplamkowy
- Titanoeca schineri L. Koch, 1872
- Titanoeca sharmai (Bastawade, 2008)
- Titanoeca spominima (Taczanowski, 1866)
- Titanoeca tristis L. Koch, 1872
- Titanoeca turkmenia Wunderlich, 1995
- Titanoeca ukrainica Guryanova, 1992
- Titanoeca veteranica Herman, 1879